# Flammiere
Il flammiere è generalmente definito chi in un esercito è armato di lanciafiamme. Visto il tipo di arma utilizzato, egli è dotato di un equipaggiamento particolare:
- una tuta protettiva, a volte con maschera inclusa, di materiale ignifugo, che durante la prima guerra mondiale, periodo durante il quale si sviluppò il lanciafiamme, era amianto, ora in disuso vista la sua pericolosità.
- un serbatoio, che all'inizio era portato da uomini che seguivano il flammiere. In seguito veniva, e viene tuttora, applicato alla schiena come uno zaino.

Il flammiere necessita di un particolare addestramento, dal momento che il lanciafiamme non è un'arma dal facile utilizzo, specialmente agli inizi.
Il flammiere tuttavia non entrava in azione spesso, sia per la vulnerabilità (per maneggiare un lanciafiamme bisogna stare in piedi, quindi allo scoperto), sia per il fatto che il nemico spesso alla sua vista arretrava fuori dal raggio d'azione dell'arma.